# Porcellio marginalis
Porcellio marginalis är en kräftdjursart som beskrevs av Gustav Budde-Lund 1879. Porcellio marginalis ingår i släktet Porcellio och familjen Porcellionidae. Inga underarter finns listade i Catalogue of Life.